# Albert King
Albert King, właśc. Albert Nelson (ur. 25 kwietnia 1923 w Indianoli, zm. 21 grudnia 1992 w Memphis) – amerykański gitarzysta i wokalista bluesowy. Jeden z „trzech królów bluesa” (wraz z B.B. Kingiem i Freddiem Kingiem). Z powodu swej wagi (118 kg) nazywany „The Velvet Bulldozer”.
Był samoukiem i zaczynał na własnoręcznie skonstruowanej gitarze. Najczęściej używał modelu Gibson Flying V, którą sam nazywał Lucy. Był leworęcznym gitarzystą. 
Albert King inspirował wielu późniejszych gitarzystów takich, jak Jimi Hendrix, Eric Clapton, Mike Bloomfield, Gary Moore, Stevie Ray Vaughan i Joe Bonamassa.

## Dyskografia
- The Big Blues (1962, King)
- Born Under a Bad Sign (1967, Stax Records)
- Live Wire/Blues Power (1968, Stax Records)
- Years Gone By (1969, Stax Records)
- King of the Blues Guitar (1969, Atlantic Records)
- Blues for Elvis – King Does the King's Things (1970, Stax Records)
- Lovejoy (1971, Stax Records)
- I'll Play the Blues for You (1972, Stax Records)
- Blues at Sunset (1973, Stax Records)
- Blues at Sunrise (1973, Stax Records)
- I Wanna Get Funky (1974, Stax Records)
- Montreux Festival (1974, Stax Records)
- The Blues Don't Change (1974, Stax Records)
- Funky London (1974, Stax Records)
- Albert (1976, Tomato Records)
- Truckload of Lovin' (1976, Tomato Records)
- I'll Play the Blues for You (1977, Tomato Records) (z Johnym Lee Hookerem)
- King Albert (1977, Tomato Records)
- New Orleans Heat (1979, Tomato Records)
- Chronicle (1979, Stax Records) (z Little Miltonem)
- Crosscut Saw: Albert King in San Francisco (1983, Stax Records)
- I'm in a Phone Booth, Baby (1984, Stax Records)
- The Best of Albert King (1986, Stax Records)
- The Lost Session (1986, Stax Records) (z Johnem Mayallem)
- Let's Have a Natural Ball (1989, Modern Blues Recordings)
- Live (1989, Rhino Records)
- Door to Door (1990, Chess Records)
- Wednesday Night in San Francisco (1990, Stax Records)
- Thursday Night in San Francisco (1990, Stax Records)
- Roadhouse Blues (1992, RSP Records)
- The Ultimate Collection (1993, Rhino Records)
- So Many Roads (1993, Charly Blues Masters)
- The Tomato Years (1994, Tomato Records)
- Mean Mean Blues (1995, King Records)
- Hard Bargain (1996, Stax Records)
- Born Under a Bad Sign & Other Hits (1997, Flashback Records)
- Blues Power (1999, Stax Records)
- The Very Best Of Albert King (1999, Rhino Records)
- A Truckload of Lovin': The Best of Albert King (1999, Recall Records) (UK)
- In Session (1999, Stax Records) (ze Steviem Rayem Vaughanem)
- Guitar Man (2001, Fuel 2000 Records)
- I Get Evil: Classic Blues Collected (2001, Music Club Records)
- More Big Blues Of Albert King (2001, Ace Records)
- Blue on Blues (2002, Fuel 2000 Records)
- Talkin' Blues (2003, Thristy Ear Records)
- Blues from the Road (2003, Fuel 2000 Records)